# Geoffroy II de Vendôme
Geoffroy III de Preuilly, dit Jourdain, seigneur de Preuilly (1067-1102), est connu également sous le nom de (Geoffroy II de Vendôme) (1085-1102), comte de Vendôme. Il est le fils de Geoffroy II Martel, seigneur de Preuilly, et d'Almodis de Blois.
Il devient comte de Vendôme à la mort de son beau-frère Bouchard III.
Il prend part au conflit qui opposa les deux frères d'Anjou, Geoffroy III le Barbu et Foulque IV le Réchin. Soutenant d'abord Foulque, il inverse son alliance et est emprisonné par Lancelin de Beaugency et n'est libéré qu'en 1090, contre rançon. 
Comme ses prédécesseurs, il a des démêlés avec l'abbaye de la Trinité. Une première querelle l'oppose à l'abbé Geoffroi de Vendôme, à propos des amendes du bourg monastique de Vendôme et du droit des hommes de Villedieu de prendre l'écorce des arbres de la forêt de Gâtine. Le différend fut réglé en 1097 par l’évêque Yves de Chartres, en faveur de l'abbaye. En signe de mécontentement, Geoffroy Jourdain attaqua l'abbaye, contraignant son abbé à se réfugier à Tours. L'interdit fut alors jeté sur le comté, par l'évêque à la demande de l'abbé réfugié à Tours. Le comte pris alors conscience de la gravité de ses actes et souhaita faire la paix. Sa femme Euphrosine discuta alors d'un accord avec l'abbé Geoffroy et livra plusieurs barons en otages. En 1100, sur odre de deux légats du pape, le comte de Vendôme dû faire pénitence, il se rendit à l'abbatiale, pieds-nus, se prosternant devant l'autel majeur et devant l'abbé, s'engageant à ne plus chercher querelle au monastère. Une soixantaine des moines de l'abbaye furent présent ainsi que six barons du comte.

Probablemnet pour se faire pardonner il participe à la première Croisade. Il meurt selon certains en 1102, après avoir été fait prisonnier par les Arabes au siège d'Ascalon (1099). Selon d'autres sources, il serait mort à la bataille de Rames (Palestine) en 1103.
De son épouse Euphrosine de Nevers, comtesse de Vendôme, fille de Foulques l'Oison de Nevers et de Perronnelle/Pétronille de Château-Gontier, il eut :
- Geoffroy III Grisegonelle, qui lui succéda à Vendôme ;
- Eschivard Ier, qui lui succéda à la baronnie de Preuilly ;
- Engelbaud (1062-† 1157), archevêque de Tours.